# Tour de France 2023
Tour de France 2023 var den 110:e upplagan av det franska etapploppet Tour de France. Cykelloppets 21 etapper kördes mellan den 1 och 23 juli 2023 med start i Bilbao i Spanien och målgång i Paris. Loppet var en del av UCI World Tour 2023 och vanns av danske Jonas Vingegaard från cykelstallet Jumbo–Visma.

## Deltagande lag
| WorldTeams (18)- AG2R Citroën Team - Alpecin-Deceuninck - Arkéa-Samsic - Astana Qazaqstan Team - Bahrain Victorious - Bora-Hansgrohe - Team Jayco AlUla - Cofidis - Team DSM-Firmenich - EF Education-EasyPost - Groupama-FDJ - Ineos Grenadiers - Intermarché-Circus-Wanty - Jumbo-Visma - Movistar Team - Soudal Quick-Step - Lidl-Trek - UAE Team Emirates ProTeams (4)- Israel-Premier Tech - Lotto Dstny - TotalEnergies - Uno-X Pro Cycling Team |
| |

## Etapper
| Etapp | Datum   | Start – mål                                | type        | Distans (km) | Höjdskillnad (m) | Etappvinnare       | Totalledare      |
| ----- | ------- | ------------------------------------------ | ----------- | ------------ | ---------------- | ------------------ | ---------------- |
| 1     | 1 jul   | Bilbao – Bilbao                            |             | 182          | 3 238 m          | Adam Yates         | Adam Yates       |
| 2     | 2 jul   | Vitoria-Gasteiz – San Sebastián            |             | 208,9        | 2 943 m          | Victor Lafay       | Adam Yates       |
| 3     | 3 jul   | Amorebieta-Etxano – Bayonne                | Flack etapp | 193,5        | 2 600 m          | Jasper Philipsen   | Adam Yates       |
| 4     | 4 jul   | Dax – Nogaro                               | Flack etapp | 181,8        | 1 434 m          | Jasper Philipsen   | Adam Yates       |
| 5     | 5 jul   | Pau – Laruns                               | Bergsetapp  | 162,7        | 3 659 m          | Jai Hindley        | Jai Hindley      |
| 6     | 6 jul   | Tarbes – Cauterets                         | Bergsetapp  | 144,9        | 3 922 m          | Tadej Pogačar      | Jonas Vingegaard |
| 7     | 7 jul   | Mont-de-Marsan – Bordeaux                  | Flack etapp | 169,9        | 785 m            | Jasper Philipsen   | Jonas Vingegaard |
| 8     | 8 jul   | Libourne – Limoges                         |             | 200,7        | 1 812 m          | Mads Pedersen      | Jonas Vingegaard |
| 9     | 9 jul   | Saint-Léonard-de-Noblat – Puy-de-Dôme      | Bergsetapp  | 182,4        | 3 494 m          | Michael Woods      | Jonas Vingegaard |
|       | 10 juli | Vilodag i Clermont-Ferrand                 | Vilodag     |              |                  |                    |                  |
| 10    | 11 jul  | Vulcania – Issoire                         |             | 167,2        | 3 127 m          | Peio Bilbao        | Jonas Vingegaard |
| 11    | 12 jul  | Clermont-Ferrand – Moulins                 | Flack etapp | 179,8        | 1 854 m          | Jasper Philipsen   | Jonas Vingegaard |
| 12    | 13 jul  | Roanne – Belleville-en-Beaujolais          |             | 168,8        | 3 088 m          | Ion Izagirre       | Jonas Vingegaard |
| 13    | 14 jul  | Châtillon-sur-Chalaronne – Grand Colombier | Bergsetapp  | 137,8        | 2 410 m          | Michał Kwiatkowski | Jonas Vingegaard |
| 14    | 15 jul  | Annemasse – Morzine                        | Bergsetapp  | 151,8        | 4 281 m          | Carlos Rodríguez   | Jonas Vingegaard |
| 15    | 16 jul  | Les Gets – Saint-Gervais-les-Bains         | Bergsetapp  | 179          | 4 527 m          | Wout Poels         | Jonas Vingegaard |
|       | 17 juli | Vilodag i Saint-Gervais Mont Blanc         | Vilodag     |              |                  |                    |                  |
| 16    | 18 jul  | Passy – Combloux                           | Tempoetapp  | 22,4         | 638 m            | Jonas Vingegaard   | Jonas Vingegaard |
| 17    | 19 jul  | Saint-Gervais-les-Bains – Courchevel       | Bergsetapp  | 165,7        | 5 405 m          | Felix Gall         | Jonas Vingegaard |
| 18    | 20 jul  | Moûtiers – Bourg-en-Bresse                 | Flack etapp | 184,9        | 1 211 m          | Kasper Asgreen     | Jonas Vingegaard |
| 19    | 21 jul  | Moirans-en-Montagne – Poligny              |             | 172,8        | 1 950 m          | Matej Mohorič      | Jonas Vingegaard |
| 20    | 22 jul  | Belfort – Le Markstein                     | Bergsetapp  | 133,5        | 3 484 m          | Tadej Pogačar      | Jonas Vingegaard |
| 21    | 23 jul  | Saint-Quentin-en-Yvelines – Paris          | Flack etapp | 115,1        | 598 m            | Jordi Meeus        | Jonas Vingegaard |

## Resultat

### Sammanlagt
| \| Totaltävlingen \| Totaltävlingen \| Totaltävlingen \| Totaltävlingen \| Totaltävlingen \| \| Cyklist \| Cyklist \| Lag \| Tid \| \| \| -------------- \| -------------------- \| ------------------ \| -------------- \| -------------- \| \| 1. \| Jonas Vingegaard \| Jumbo-Visma \| 82t 05' 42" \| \| \| 2. \| Tadej Pogačar \| UAE Team Emirates \| + 7' 29" \| \| \| 3. \| Adam Yates \| UAE Team Emirates \| + 10' 56" \| \| \| 4. \| Simon Yates \| Team Jayco AlUla \| + 12' 23" \| \| \| 5. \| Carlos Rodríguez \| Ineos Grenadiers \| + 13' 17" \| \| \| 6. \| Peio Bilbao \| Bahrain Victorious \| + 13' 27" \| \| \| 7. \| Jai Hindley \| Bora-Hansgrohe \| + 14' 44" \| \| \| 8. \| Felix Gall \| AG2R Citroën Team \| + 16' 09" \| \| \| 9. \| David Gaudu \| Groupama-FDJ \| + 23' 08" \| \| \| 10. \| Guillaume Martin \| Cofidis \| + 26' 30" \| \| \| 11. \| Thibaut Pinot \| Groupama-FDJ \| + 28' 03" \| \| \| 12. \| Sepp Kuss \| Jumbo-Visma \| + 37' 32" \| \| \| 13. \| Tom Pidcock \| Ineos Grenadiers \| + 47' 52" \| \| \| 14. \| Rafał Majka \| UAE Team Emirates \| + 56' 36" \| \| \| 15. \| Jonathan Castroviejo \| Ineos Grenadiers \| + 56' 37" \| \| \| 16. \| Chris Harper \| Team Jayco AlUla \| + 57' 29" \| \| \| 17. \| Ben O'Connor \| AG2R Citroën Team \| + 1t 04' 59" \| \| \| 18. \| Wilco Kelderman \| Jumbo-Visma \| + 1t 06' 46" \| \| \| 19. \| Mikel Landa \| Bahrain Victorious \| + 1t 12' 41" \| \| \| 20. \| Valentin Madouas \| Groupama-FDJ \| + 1t 14' 10" \| \| \| 21. \| Emanuel Buchmann \| Bora-Hansgrohe \| + 1t 15' 44" \| \| \| 22. \| Warren Barguil \| Arkéa-Samsic \| + 1t 17' 06" \| \| \| 23. \| Felix Großschartner \| UAE Team Emirates \| + 1t 45' 21" \| \| \| 24. \| Tiesj Benoot \| Jumbo-Visma \| + 1t 46' 55" \| \| \| 25. \| Clément Berthet \| AG2R Citroën Team \| + 1t 50' 19" \| \| |                      |                    |              |
| |                      |                    |              |
| Källa: ProCyclingStats |                      |                    |              |
| Totaltävlingen |                      |                    |              |
| Cyklist | Cyklist              | Lag                | Tid          |
| 1. | Jonas Vingegaard     | Jumbo-Visma        | 82t 05' 42"  |
| 2. | Tadej Pogačar        | UAE Team Emirates  | + 7' 29"     |
| 3. | Adam Yates           | UAE Team Emirates  | + 10' 56"    |
| 4. | Simon Yates          | Team Jayco AlUla   | + 12' 23"    |
| 5. | Carlos Rodríguez     | Ineos Grenadiers   | + 13' 17"    |
| 6. | Peio Bilbao          | Bahrain Victorious | + 13' 27"    |
| 7. | Jai Hindley          | Bora-Hansgrohe     | + 14' 44"    |
| 8. | Felix Gall           | AG2R Citroën Team  | + 16' 09"    |
| 9. | David Gaudu          | Groupama-FDJ       | + 23' 08"    |
| 10. | Guillaume Martin     | Cofidis            | + 26' 30"    |
| 11. | Thibaut Pinot        | Groupama-FDJ       | + 28' 03"    |
| 12. | Sepp Kuss            | Jumbo-Visma        | + 37' 32"    |
| 13. | Tom Pidcock          | Ineos Grenadiers   | + 47' 52"    |
| 14. | Rafał Majka          | UAE Team Emirates  | + 56' 36"    |
| 15. | Jonathan Castroviejo | Ineos Grenadiers   | + 56' 37"    |
| 16. | Chris Harper         | Team Jayco AlUla   | + 57' 29"    |
| 17. | Ben O'Connor         | AG2R Citroën Team  | + 1t 04' 59" |
| 18. | Wilco Kelderman      | Jumbo-Visma        | + 1t 06' 46" |
| 19. | Mikel Landa          | Bahrain Victorious | + 1t 12' 41" |
| 20. | Valentin Madouas     | Groupama-FDJ       | + 1t 14' 10" |
| 21. | Emanuel Buchmann     | Bora-Hansgrohe     | + 1t 15' 44" |
| 22. | Warren Barguil       | Arkéa-Samsic       | + 1t 17' 06" |
| 23. | Felix Großschartner  | UAE Team Emirates  | + 1t 45' 21" |
| 24. | Tiesj Benoot         | Jumbo-Visma        | + 1t 46' 55" |
| 25. | Clément Berthet      | AG2R Citroën Team  | + 1t 50' 19" |

### Övriga tävlingar
| Poängtävlingen | Poängtävlingen   | Poängtävlingen     | Poängtävlingen | Poängtävlingen |
| Cyklist        | Cyklist          | Lag                | Poäng          |                |
| -------------- | ---------------- | ------------------ | -------------- | -------------- |
| 1.             | Jasper Philipsen | Alpecin-Deceuninck | 377 poäng      |                |
| 2.             | Mads Pedersen    | Lidl-Trek          | 258 poäng      |                |
| 3.             | Bryan Coquard    | Cofidis            | 203 poäng      |                |
| 4.             | Tadej Pogačar    | UAE Team Emirates  | 186 poäng      |                |
| 5.             | Jonas Vingegaard | Jumbo-Visma        | 128 poäng      |                |
| 6.             | Kasper Asgreen   | Soudal Quick-Step  | 125 poäng      |                |
| 7.             | Jordi Meeus      | Bora-Hansgrohe     | 123 poäng      |                |
| 8.             | Matej Mohorič    | Bahrain Victorious | 106 poäng      |                |
| 9.             | Peio Bilbao      | Bahrain Victorious | 103 poäng      |                |
| 10.            | Simon Yates      | Team Jayco AlUla   | 95 poäng       |                |

| Poängtävlingen | Poängtävlingen   | Poängtävlingen     | Poängtävlingen | Poängtävlingen |
| Cyklist        | Cyklist          | Lag                | Poäng          |                |
| -------------- | ---------------- | ------------------ | -------------- | -------------- |
| 1.             | Jasper Philipsen | Alpecin-Deceuninck | 377 poäng      |                |
| 2.             | Mads Pedersen    | Lidl-Trek          | 258 poäng      |                |
| 3.             | Bryan Coquard    | Cofidis            | 203 poäng      |                |
| 4.             | Tadej Pogačar    | UAE Team Emirates  | 186 poäng      |                |
| 5.             | Jonas Vingegaard | Jumbo-Visma        | 128 poäng      |                |
| 6.             | Kasper Asgreen   | Soudal Quick-Step  | 125 poäng      |                |
| 7.             | Jordi Meeus      | Bora-Hansgrohe     | 123 poäng      |                |
| 8.             | Matej Mohorič    | Bahrain Victorious | 106 poäng      |                |
| 9.             | Peio Bilbao      | Bahrain Victorious | 103 poäng      |                |
| 10.            | Simon Yates      | Team Jayco AlUla   | 95 poäng       |                |

| Bergstävlingen | Bergstävlingen             | Bergstävlingen         | Bergstävlingen | Bergstävlingen |
| Cyklist        | Cyklist                    | Lag                    | Poäng          |                |
| -------------- | -------------------------- | ---------------------- | -------------- | -------------- |
| 1.             | Giulio Ciccone             | Lidl-Trek              | 106 poäng      |                |
| 2.             | Felix Gall                 | AG2R Citroën Team      | 92 poäng       |                |
| 3.             | Jonas Vingegaard           | Jumbo-Visma            | 89 poäng       |                |
| 4.             | Neilson Powless            | EF Education-EasyPost  | 58 poäng       |                |
| 5.             | Tadej Pogačar              | UAE Team Emirates      | 55 poäng       |                |
| 6.             | Simon Yates                | Team Jayco AlUla       | 44 poäng       |                |
| 7.             | Tobias Halland Johannessen | Uno-X Pro Cycling Team | 38 poäng       |                |
| 8.             | Jai Hindley                | Bora-Hansgrohe         | 31 poäng       |                |
| 9.             | Michał Kwiatkowski         | Ineos Grenadiers       | 30 poäng       |                |
| 10.            | Mattias Skjelmose          | Lidl-Trek              | 29 poäng       |                |

| Bergstävlingen | Bergstävlingen             | Bergstävlingen         | Bergstävlingen | Bergstävlingen |
| Cyklist        | Cyklist                    | Lag                    | Poäng          |                |
| -------------- | -------------------------- | ---------------------- | -------------- | -------------- |
| 1.             | Giulio Ciccone             | Lidl-Trek              | 106 poäng      |                |
| 2.             | Felix Gall                 | AG2R Citroën Team      | 92 poäng       |                |
| 3.             | Jonas Vingegaard           | Jumbo-Visma            | 89 poäng       |                |
| 4.             | Neilson Powless            | EF Education-EasyPost  | 58 poäng       |                |
| 5.             | Tadej Pogačar              | UAE Team Emirates      | 55 poäng       |                |
| 6.             | Simon Yates                | Team Jayco AlUla       | 44 poäng       |                |
| 7.             | Tobias Halland Johannessen | Uno-X Pro Cycling Team | 38 poäng       |                |
| 8.             | Jai Hindley                | Bora-Hansgrohe         | 31 poäng       |                |
| 9.             | Michał Kwiatkowski         | Ineos Grenadiers       | 30 poäng       |                |
| 10.            | Mattias Skjelmose          | Lidl-Trek              | 29 poäng       |                |

| Ungdomstävlingen | Ungdomstävlingen           | Ungdomstävlingen       | Ungdomstävlingen | Ungdomstävlingen |
| Cyklist          | Cyklist                    | Lag                    | Tid              |                  |
| ---------------- | -------------------------- | ---------------------- | ---------------- | ---------------- |
| 1.               | Tadej Pogačar              | UAE Team Emirates      | 82t 13' 11"      |                  |
| 2.               | Carlos Rodríguez           | Ineos Grenadiers       | + 5' 48"         |                  |
| 3.               | Felix Gall                 | AG2R Citroën Team      | + 8' 40"         |                  |
| 4.               | Tom Pidcock                | Ineos Grenadiers       | + 40' 23"        |                  |
| 5.               | Mattias Skjelmose          | Lidl-Trek              | + 2t 07' 58"     |                  |
| 6.               | Tobias Halland Johannessen | Uno-X Pro Cycling Team | + 2t 08' 04"     |                  |
| 7.               | Mathieu Burgaudeau         | TotalEnergies          | + 2t 13' 44"     |                  |
| 8.               | Clément Champoussin        | Arkéa-Samsic           | + 2t 50' 38"     |                  |
| 9.               | Matthew Dinham             | Team DSM-Firmenich     | + 3t 06' 03"     |                  |
| 10.              | Maxim Van Gils             | Lotto Dstny            | + 3t 10' 20"     |                  |

| Ungdomstävlingen | Ungdomstävlingen           | Ungdomstävlingen       | Ungdomstävlingen | Ungdomstävlingen |
| Cyklist          | Cyklist                    | Lag                    | Tid              |                  |
| ---------------- | -------------------------- | ---------------------- | ---------------- | ---------------- |
| 1.               | Tadej Pogačar              | UAE Team Emirates      | 82t 13' 11"      |                  |
| 2.               | Carlos Rodríguez           | Ineos Grenadiers       | + 5' 48"         |                  |
| 3.               | Felix Gall                 | AG2R Citroën Team      | + 8' 40"         |                  |
| 4.               | Tom Pidcock                | Ineos Grenadiers       | + 40' 23"        |                  |
| 5.               | Mattias Skjelmose          | Lidl-Trek              | + 2t 07' 58"     |                  |
| 6.               | Tobias Halland Johannessen | Uno-X Pro Cycling Team | + 2t 08' 04"     |                  |
| 7.               | Mathieu Burgaudeau         | TotalEnergies          | + 2t 13' 44"     |                  |
| 8.               | Clément Champoussin        | Arkéa-Samsic           | + 2t 50' 38"     |                  |
| 9.               | Matthew Dinham             | Team DSM-Firmenich     | + 3t 06' 03"     |                  |
| 10.              | Maxim Van Gils             | Lotto Dstny            | + 3t 10' 20"     |                  |

| Lagtävlingen | Lagtävlingen        | Lagtävlingen | Lagtävlingen |
| Lag          | Lag                 | Tid          |              |
| ------------ | ------------------- | ------------ | ------------ |
| 1.           | Jumbo-Visma         | 247t 19' 41" |              |
| 2.           | UAE Team Emirates   | + 13' 49"    |              |
| 3.           | Bahrain Victorious  | + 27' 38"    |              |
| 4.           | Ineos Grenadiers    | + 28' 37"    |              |
| 5.           | Groupama-FDJ        | + 57' 20"    |              |
| 6.           | AG2R Citroën Team   | + 1t 51' 00" |              |
| 7.           | Bora-Hansgrohe      | + 2t 05' 08" |              |
| 8.           | Team Jayco AlUla    | + 3t 21' 33" |              |
| 9.           | Israel-Premier Tech | + 4t 33' 49" |              |
| 10.          | Movistar Team       | + 4t 37' 33" |              |

| Lagtävlingen | Lagtävlingen        | Lagtävlingen | Lagtävlingen |
| Lag          | Lag                 | Tid          |              |
| ------------ | ------------------- | ------------ | ------------ |
| 1.           | Jumbo-Visma         | 247t 19' 41" |              |
| 2.           | UAE Team Emirates   | + 13' 49"    |              |
| 3.           | Bahrain Victorious  | + 27' 38"    |              |
| 4.           | Ineos Grenadiers    | + 28' 37"    |              |
| 5.           | Groupama-FDJ        | + 57' 20"    |              |
| 6.           | AG2R Citroën Team   | + 1t 51' 00" |              |
| 7.           | Bora-Hansgrohe      | + 2t 05' 08" |              |
| 8.           | Team Jayco AlUla    | + 3t 21' 33" |              |
| 9.           | Israel-Premier Tech | + 4t 33' 49" |              |
| 10.          | Movistar Team       | + 4t 37' 33" |              |

## Startlista
| Jumbo-Visma TJV | Jumbo-Visma TJV                   | Jumbo-Visma TJV |
| --------------- | --------------------------------- | --------------- |
| #               | Cyklist                           | Placering       |
| 1               | Jonas Vingegaard (DEN)            | 1.              |
| 2               | Tiesj Benoot (BEL)                | 24.             |
| 3               | Wilco Kelderman (NED)             | 18.             |
| 4               | Sepp Kuss (USA)                   | 12.             |
| 5               | Christophe Laporte (FRA)          | 80.             |
| 6               | Wout van Aert (BEL) (tempolopp)   | DNS-18          |
| 7               | Dylan van Baarle (NED) (landsväg) | 42.             |
| 8               | Nathan Van Hooydonck (BEL)        | 93.             |

| UAE Team Emirates UAD | UAE Team Emirates UAD                        | UAE Team Emirates UAD |
| --------------------- | -------------------------------------------- | --------------------- |
| #                     | Cyklist                                      | Placering             |
| 11                    | Tadej Pogačar (SLO) (landsväg och tempolopp) | 2.                    |
| 12                    | Mikkel Bjerg (DEN)                           | 123.                  |
| 14                    | Felix Großschartner (AUT)                    | 23.                   |
| 15                    | Vegard Stake Laengen (NOR)                   | 102.                  |
| 16                    | Rafał Majka (POL)                            | 14.                   |
| 17                    | Marc Soler (ESP)                             | 56.                   |
| 18                    | Matteo Trentin (ITA)                         | 107.                  |
| 19                    | Adam Yates (GBR)                             | 3.                    |

| Ineos Grenadiers IGD | Ineos Grenadiers IGD                   | Ineos Grenadiers IGD |
| -------------------- | -------------------------------------- | -------------------- |
| #                    | Cyklist                                | Placering            |
| 21                   | Egan Bernal (COL)                      | 36.                  |
| 22                   | Jonathan Castroviejo (ESP) (tempolopp) | 15.                  |
| 23                   | Omar Fraile (ESP)                      | 60.                  |
| 24                   | Michał Kwiatkowski (POL) (tempolopp)   | 49.                  |
| 25                   | Daniel Martínez (COL)                  | DNS-15               |
| 26                   | Tom Pidcock (GBR)                      | 13.                  |
| 27                   | Carlos Rodríguez (ESP)                 | 5.                   |
| 28                   | Ben Turner (GBR)                       | DNF-13               |

| Groupama-FDJ GFC | Groupama-FDJ GFC                  | Groupama-FDJ GFC |
| ---------------- | --------------------------------- | ---------------- |
| #                | Cyklist                           | Placering        |
| 31               | David Gaudu (FRA)                 | 9.               |
| 32               | Kevin Geniets (LUX)               | 41.              |
| 33               | Stefan Küng (SUI)                 | 54.              |
| 34               | Olivier Le Gac (FRA)              | 131.             |
| 35               | Valentin Madouas (FRA) (landsväg) | 20.              |
| 36               | Quentin Pacher (FRA)              | 63.              |
| 37               | Thibaut Pinot (FRA)               | 11.              |
| 38               | Lars van den Berg (NED)           | 70.              |

| EF Education-EasyPost EFE | EF Education-EasyPost EFE        | EF Education-EasyPost EFE |
| ------------------------- | -------------------------------- | ------------------------- |
| #                         | Cyklist                          | Placering                 |
| 41                        | Richard Carapaz (ECU) (landsväg) | DNS-2                     |
| 42                        | Andrey Amador (CRC)              | 110.                      |
| 43                        | Alberto Bettiol (ITA)            | 83.                       |
| 44                        | Esteban Chaves (COL) (landsväg)  | DNF-14                    |
| 45                        | Magnus Cort (DEN)                | 96.                       |
| 46                        | Neilson Powless (USA)            | 66.                       |
| 47                        | James Shaw (GBR)                 | DNF-14                    |
| 48                        | Rigoberto Urán (COL)             | 71.                       |

| Soudal Quick-Step SOQ | Soudal Quick-Step SOQ            | Soudal Quick-Step SOQ |
| --------------------- | -------------------------------- | --------------------- |
| #                     | Cyklist                          | Placering             |
| 51                    | Julian Alaphilippe (FRA)         | 33.                   |
| 52                    | Kasper Asgreen (DEN) (tempolopp) | 87.                   |
| 53                    | Rémi Cavagna (FRA) (tempolopp)   | 106.                  |
| 54                    | Tim Declercq (BEL)               | 118.                  |
| 55                    | Dries Devenyns (BEL)             | 119.                  |
| 56                    | Fabio Jakobsen (NED) (landsväg)  | DNS-12                |
| 57                    | Yves Lampaert (BEL)              | 104.                  |
| 58                    | Michael Mørkøv (DEN)             | 150.                  |

| Bahrain Victorious TBV | Bahrain Victorious TBV       | Bahrain Victorious TBV |
| ---------------------- | ---------------------------- | ---------------------- |
| #                      | Cyklist                      | Placering              |
| 62                     | Mikel Landa (ESP)            | 19.                    |
| 63                     | Nikias Arndt (GER)           | 121.                   |
| 64                     | Phil Bauhaus (GER)           | DNF-17                 |
| 65                     | Peio Bilbao (ESP)            | 6.                     |
| 66                     | Jack Haig (AUS)              | 28.                    |
| 67                     | Matej Mohorič (SLO)          | 72.                    |
| 68                     | Wout Poels (NED)             | 27.                    |
| 69                     | Fred Wright (GBR) (landsväg) | 92.                    |

| Bora-Hansgrohe BOH | Bora-Hansgrohe BOH                | Bora-Hansgrohe BOH |
| ------------------ | --------------------------------- | ------------------ |
| #                  | Cyklist                           | Placering          |
| 71                 | Jai Hindley (AUS)                 | 7.                 |
| 72                 | Emanuel Buchmann (GER) (landsväg) | 21.                |
| 73                 | Marco Haller (AUT)                | 78.                |
| 74                 | Bob Jungels (LUX)                 | 26.                |
| 75                 | Patrick Konrad (AUT)              | 82.                |
| 76                 | Jordi Meeus (BEL)                 | 139.               |
| 77                 | Nils Politt (GER) (tempolopp)     | 62.                |
| 78                 | Danny van Poppel (NED)            | 116.               |

| Lidl-Trek LTK | Lidl-Trek LTK                              | Lidl-Trek LTK |
| ------------- | ------------------------------------------ | ------------- |
| #             | Cyklist                                    | Placering     |
| 81            | Giulio Ciccone (ITA)                       | 32.           |
| 82            | Tony Gallopin (FRA)                        | 86.           |
| 83            | Mattias Skjelmose (DEN) (landsväg)         | 29.           |
| 84            | Alex Kirsch (LUX) (landsväg och tempolopp) | 115.          |
| 85            | Juan Pedro López (ESP)                     | 74.           |
| 86            | Mads Pedersen (DEN)                        | 105.          |
| 87            | Quinn Simmons (USA) (landsväg)             | DNS-9         |
| 88            | Jasper Stuyven (BEL)                       | 79.           |

| AG2R Citroën Team ACT | AG2R Citroën Team ACT        | AG2R Citroën Team ACT |
| --------------------- | ---------------------------- | --------------------- |
| #                     | Cyklist                      | Placering             |
| 91                    | Ben O'Connor (AUS)           | 17.                   |
| 92                    | Clément Berthet (FRA)        | 25.                   |
| 93                    | Benoît Cosnefroy (FRA)       | 101.                  |
| 94                    | Stan Dewulf (BEL)            | 81.                   |
| 95                    | Felix Gall (AUT)             | 8.                    |
| 96                    | Oliver Naesen (BEL)          | 76.                   |
| 97                    | Aurélien Paret-Peintre (FRA) | 55.                   |
| 98                    | Nans Peters (FRA)            | 73.                   |

| Alpecin-Deceuninck ADC | Alpecin-Deceuninck ADC     | Alpecin-Deceuninck ADC |
| ---------------------- | -------------------------- | ---------------------- |
| #                      | Cyklist                    | Placering              |
| 101                    | Mathieu van der Poel (NED) | 57.                    |
| 102                    | Silvan Dillier (SUI)       | 129.                   |
| 103                    | Michael Gogl (AUT)         | 133.                   |
| 104                    | Quinten Hermans (BEL)      | 113.                   |
| 105                    | Søren Kragh Andersen (DEN) | 122.                   |
| 106                    | Jasper Philipsen (BEL)     | 97.                    |
| 107                    | Jonas Rickaert (BEL)       | 114.                   |
| 108                    | Ramon Sinkeldam (NED)      | DNF-14                 |

| Intermarché-Circus-Wanty ICW | Intermarché-Circus-Wanty ICW | Intermarché-Circus-Wanty ICW |
| ---------------------------- | ---------------------------- | ---------------------------- |
| #                            | Cyklist                      | Placering                    |
| 111                          | Biniam Girmay (ERI)          | 125.                         |
| 112                          | Lilian Calmejane (FRA)       | 77.                          |
| 113                          | Rui Costa (POR)              | 67.                          |
| 114                          | Louis Meintjes (RSA)         | DNF-14                       |
| 115                          | Adrien Petit (FRA)           | 143.                         |
| 116                          | Dion Smith (NZL)             | 111.                         |
| 117                          | Mike Teunissen (NED)         | 103.                         |
| 118                          | Georg Zimmermann (GER)       | 47.                          |

| Cofidis COF | Cofidis COF            | Cofidis COF |
| ----------- | ---------------------- | ----------- |
| #           | Cyklist                | Placering   |
| 121         | Guillaume Martin (FRA) | 10.         |
| 122         | Bryan Coquard (FRA)    | 98.         |
| 123         | Simon Geschke (GER)    | DNF-18      |
| 124         | Ion Izagirre (ESP)     | 45.         |
| 125         | Victor Lafay (FRA)     | DNF-20      |
| 126         | Anthony Perez (FRA)    | DNS-18      |
| 127         | Alexis Renard (FRA)    | DNS-17      |
| 128         | Axel Zingle (FRA)      | 142.        |

| Movistar Team MOV | Movistar Team MOV                  | Movistar Team MOV |
| ----------------- | ---------------------------------- | ----------------- |
| #                 | Cyklist                            | Placering         |
| 131               | Enric Mas (ESP)                    | DNF-1             |
| 132               | Ruben Guerreiro (POR)              | DNF-14            |
| 133               | Alex Aranburu (ESP)                | 52.               |
| 134               | Gorka Izagirre (ESP)               | 37.               |
| 135               | Matteo Jorgenson (USA)             | DNS-16            |
| 136               | Gregor Mühlberger (AUT) (landsväg) | 44.               |
| 137               | Nelson Oliveira (POR)              | 53.               |
| 138               | Antonio Pedrero (ESP)              | DNF-14            |

| Team DSM-Firmenich DSM | Team DSM-Firmenich DSM    | Team DSM-Firmenich DSM |
| ---------------------- | ------------------------- | ---------------------- |
| #                      | Cyklist                   | Placering              |
| 141                    | Romain Bardet (FRA)       | DNF-14                 |
| 142                    | John Degenkolb (GER)      | 145.                   |
| 143                    | Matthew Dinham (AUS)      | 58.                    |
| 144                    | Alexander Edmondson (AUS) | 146.                   |
| 145                    | Nils Eekhoff (NED)        | 138.                   |
| 146                    | Chris Hamilton (AUS)      | 46.                    |
| 147                    | Kevin Vermaerke (USA)     | 61.                    |
| 148                    | Sam Welsford (AUS)        | 144.                   |

| Israel-Premier Tech IPT | Israel-Premier Tech IPT | Israel-Premier Tech IPT |
| ----------------------- | ----------------------- | ----------------------- |
| #                       | Cyklist                 | Placering               |
| 151                     | Michael Woods (CAN)     | 48.                     |
| 152                     | Guillaume Boivin (CAN)  | 126.                    |
| 153                     | Simon Clarke (AUS)      | 109.                    |
| 154                     | Hugo Houle (CAN)        | 38.                     |
| 155                     | Krists Neilands (LAT)   | 50.                     |
| 156                     | Nick Schultz (AUS)      | 39.                     |
| 157                     | Corbin Strong (NZL)     | 90.                     |
| 158                     | Dylan Teuns (BEL)       | 35.                     |

| Team Jayco AlUla JAY | Team Jayco AlUla JAY          | Team Jayco AlUla JAY |
| -------------------- | ----------------------------- | -------------------- |
| #                    | Cyklist                       | Placering            |
| 161                  | Simon Yates (GBR)             | 4.                   |
| 162                  | Lawson Craddock (USA)         | 84.                  |
| 163                  | Luke Durbridge (AUS)          | 130.                 |
| 164                  | Dylan Groenewegen (NED)       | 137.                 |
| 165                  | Chris Harper (AUS)            | 16.                  |
| 166                  | Christopher Juul-Jensen (DEN) | 117.                 |
| 167                  | Luka Mezgec (SLO)             | 112.                 |
| 168                  | Elmar Reinders (NED)          | 141.                 |

| Arkéa-Samsic ARK | Arkéa-Samsic ARK          | Arkéa-Samsic ARK |
| ---------------- | ------------------------- | ---------------- |
| #                | Cyklist                   | Placering        |
| 171              | Warren Barguil (FRA)      | 22.              |
| 172              | Jenthe Biermans (BEL)     | 128.             |
| 173              | Clément Champoussin (FRA) | 51.              |
| 174              | Anthony Delaplace (FRA)   | 68.              |
| 175              | Simon Guglielmi (FRA)     | 69.              |
| 176              | Matis Louvel (FRA)        | 65.              |
| 177              | Luca Mozzato (ITA)        | 132.             |
| 178              | Laurent Pichon (FRA)      | 124.             |

| Lotto Dstny LTD | Lotto Dstny LTD          | Lotto Dstny LTD |
| --------------- | ------------------------ | --------------- |
| #               | Cyklist                  | Placering       |
| 181             | Caleb Ewan (AUS)         | DNF-13          |
| 182             | Victor Campenaerts (BEL) | 64.             |
| 183             | Jasper De Buyst (BEL)    | 136.            |
| 184             | Pascal Eenkhoorn (NED)   | 91.             |
| 185             | Frederik Frison (BEL)    | 147.            |
| 186             | Jacopo Guarnieri (ITA)   | DNS-5           |
| 187             | Maxim Van Gils (BEL)     | 59.             |
| 188             | Florian Vermeersch (BEL) | 120.            |

| Astana Qazaqstan Team AST | Astana Qazaqstan Team AST                      | Astana Qazaqstan Team AST |
| ------------------------- | ---------------------------------------------- | ------------------------- |
| #                         | Cyklist                                        | Placering                 |
| 191                       | Mark Cavendish (GBR)                           | DNF-8                     |
| 192                       | Cees Bol (NED)                                 | 149.                      |
| 193                       | David de la Cruz (ESP)                         | DNF-12                    |
| 194                       | Yevgeniy Fedorov (KAZ)                         | 148.                      |
| 195                       | Alexej Lutsenko (KAZ) (landsväg och tempolopp) | 40.                       |
| 196                       | Gianni Moscon (ITA)                            | 135.                      |
| 197                       | Luis León Sánchez (ESP)                        | DNS-5                     |
| 198                       | Harold Tejada (COL)                            | 34.                       |

| Uno-X Pro Cycling Team UXT | Uno-X Pro Cycling Team UXT          | Uno-X Pro Cycling Team UXT |
| -------------------------- | ----------------------------------- | -------------------------- |
| #                          | Cyklist                             | Placering                  |
| 201                        | Alexander Kristoff (NOR)            | 134.                       |
| 202                        | Jonas Abrahamsen (NOR)              | 85.                        |
| 203                        | Anthon Charmig (DEN)                | 99.                        |
| 204                        | Tobias Halland Johannessen (NOR)    | 30.                        |
| 205                        | Rasmus Fossum Tiller (NOR)          | 108.                       |
| 206                        | Torstein Træen (NOR)                | 95.                        |
| 207                        | Søren Wærenskjold (NOR) (tempolopp) | 140.                       |
| 208                        | Jonas Gregaard (DEN)                | 43.                        |

| TotalEnergies TEN | TotalEnergies TEN          | TotalEnergies TEN |
| ----------------- | -------------------------- | ----------------- |
| #                 | Cyklist                    | Placering         |
| 211               | Peter Sagan (SVK)          | 127.              |
| 212               | Edvald Boasson Hagen (NOR) | 100.              |
| 213               | Mathieu Burgaudeau (FRA)   | 31.               |
| 214               | Steff Cras (BEL)           | DNF-8             |
| 215               | Valentin Ferron (FRA)      | 89.               |
| 216               | Pierre-Roger Latour (FRA)  | 75.               |
| 217               | Daniel Oss (ITA)           | 88.               |
| 218               | Anthony Turgis (FRA)       | 94.               |

| Jumbo-Visma TJV | Jumbo-Visma TJV                   | Jumbo-Visma TJV |
| --------------- | --------------------------------- | --------------- |
| #               | Cyklist                           | Placering       |
| 1               | Jonas Vingegaard (DEN)            | 1.              |
| 2               | Tiesj Benoot (BEL)                | 24.             |
| 3               | Wilco Kelderman (NED)             | 18.             |
| 4               | Sepp Kuss (USA)                   | 12.             |
| 5               | Christophe Laporte (FRA)          | 80.             |
| 6               | Wout van Aert (BEL) (tempolopp)   | DNS-18          |
| 7               | Dylan van Baarle (NED) (landsväg) | 42.             |
| 8               | Nathan Van Hooydonck (BEL)        | 93.             |

| UAE Team Emirates UAD | UAE Team Emirates UAD                        | UAE Team Emirates UAD |
| --------------------- | -------------------------------------------- | --------------------- |
| #                     | Cyklist                                      | Placering             |
| 11                    | Tadej Pogačar (SLO) (landsväg och tempolopp) | 2.                    |
| 12                    | Mikkel Bjerg (DEN)                           | 123.                  |
| 14                    | Felix Großschartner (AUT)                    | 23.                   |
| 15                    | Vegard Stake Laengen (NOR)                   | 102.                  |
| 16                    | Rafał Majka (POL)                            | 14.                   |
| 17                    | Marc Soler (ESP)                             | 56.                   |
| 18                    | Matteo Trentin (ITA)                         | 107.                  |
| 19                    | Adam Yates (GBR)                             | 3.                    |

| Ineos Grenadiers IGD | Ineos Grenadiers IGD                   | Ineos Grenadiers IGD |
| -------------------- | -------------------------------------- | -------------------- |
| #                    | Cyklist                                | Placering            |
| 21                   | Egan Bernal (COL)                      | 36.                  |
| 22                   | Jonathan Castroviejo (ESP) (tempolopp) | 15.                  |
| 23                   | Omar Fraile (ESP)                      | 60.                  |
| 24                   | Michał Kwiatkowski (POL) (tempolopp)   | 49.                  |
| 25                   | Daniel Martínez (COL)                  | DNS-15               |
| 26                   | Tom Pidcock (GBR)                      | 13.                  |
| 27                   | Carlos Rodríguez (ESP)                 | 5.                   |
| 28                   | Ben Turner (GBR)                       | DNF-13               |

| Groupama-FDJ GFC | Groupama-FDJ GFC                  | Groupama-FDJ GFC |
| ---------------- | --------------------------------- | ---------------- |
| #                | Cyklist                           | Placering        |
| 31               | David Gaudu (FRA)                 | 9.               |
| 32               | Kevin Geniets (LUX)               | 41.              |
| 33               | Stefan Küng (SUI)                 | 54.              |
| 34               | Olivier Le Gac (FRA)              | 131.             |
| 35               | Valentin Madouas (FRA) (landsväg) | 20.              |
| 36               | Quentin Pacher (FRA)              | 63.              |
| 37               | Thibaut Pinot (FRA)               | 11.              |
| 38               | Lars van den Berg (NED)           | 70.              |

| EF Education-EasyPost EFE | EF Education-EasyPost EFE        | EF Education-EasyPost EFE |
| ------------------------- | -------------------------------- | ------------------------- |
| #                         | Cyklist                          | Placering                 |
| 41                        | Richard Carapaz (ECU) (landsväg) | DNS-2                     |
| 42                        | Andrey Amador (CRC)              | 110.                      |
| 43                        | Alberto Bettiol (ITA)            | 83.                       |
| 44                        | Esteban Chaves (COL) (landsväg)  | DNF-14                    |
| 45                        | Magnus Cort (DEN)                | 96.                       |
| 46                        | Neilson Powless (USA)            | 66.                       |
| 47                        | James Shaw (GBR)                 | DNF-14                    |
| 48                        | Rigoberto Urán (COL)             | 71.                       |

| Soudal Quick-Step SOQ | Soudal Quick-Step SOQ            | Soudal Quick-Step SOQ |
| --------------------- | -------------------------------- | --------------------- |
| #                     | Cyklist                          | Placering             |
| 51                    | Julian Alaphilippe (FRA)         | 33.                   |
| 52                    | Kasper Asgreen (DEN) (tempolopp) | 87.                   |
| 53                    | Rémi Cavagna (FRA) (tempolopp)   | 106.                  |
| 54                    | Tim Declercq (BEL)               | 118.                  |
| 55                    | Dries Devenyns (BEL)             | 119.                  |
| 56                    | Fabio Jakobsen (NED) (landsväg)  | DNS-12                |
| 57                    | Yves Lampaert (BEL)              | 104.                  |
| 58                    | Michael Mørkøv (DEN)             | 150.                  |

| Bahrain Victorious TBV | Bahrain Victorious TBV       | Bahrain Victorious TBV |
| ---------------------- | ---------------------------- | ---------------------- |
| #                      | Cyklist                      | Placering              |
| 62                     | Mikel Landa (ESP)            | 19.                    |
| 63                     | Nikias Arndt (GER)           | 121.                   |
| 64                     | Phil Bauhaus (GER)           | DNF-17                 |
| 65                     | Peio Bilbao (ESP)            | 6.                     |
| 66                     | Jack Haig (AUS)              | 28.                    |
| 67                     | Matej Mohorič (SLO)          | 72.                    |
| 68                     | Wout Poels (NED)             | 27.                    |
| 69                     | Fred Wright (GBR) (landsväg) | 92.                    |

| Bora-Hansgrohe BOH | Bora-Hansgrohe BOH                | Bora-Hansgrohe BOH |
| ------------------ | --------------------------------- | ------------------ |
| #                  | Cyklist                           | Placering          |
| 71                 | Jai Hindley (AUS)                 | 7.                 |
| 72                 | Emanuel Buchmann (GER) (landsväg) | 21.                |
| 73                 | Marco Haller (AUT)                | 78.                |
| 74                 | Bob Jungels (LUX)                 | 26.                |
| 75                 | Patrick Konrad (AUT)              | 82.                |
| 76                 | Jordi Meeus (BEL)                 | 139.               |
| 77                 | Nils Politt (GER) (tempolopp)     | 62.                |
| 78                 | Danny van Poppel (NED)            | 116.               |

| Lidl-Trek LTK | Lidl-Trek LTK                              | Lidl-Trek LTK |
| ------------- | ------------------------------------------ | ------------- |
| #             | Cyklist                                    | Placering     |
| 81            | Giulio Ciccone (ITA)                       | 32.           |
| 82            | Tony Gallopin (FRA)                        | 86.           |
| 83            | Mattias Skjelmose (DEN) (landsväg)         | 29.           |
| 84            | Alex Kirsch (LUX) (landsväg och tempolopp) | 115.          |
| 85            | Juan Pedro López (ESP)                     | 74.           |
| 86            | Mads Pedersen (DEN)                        | 105.          |
| 87            | Quinn Simmons (USA) (landsväg)             | DNS-9         |
| 88            | Jasper Stuyven (BEL)                       | 79.           |

| AG2R Citroën Team ACT | AG2R Citroën Team ACT        | AG2R Citroën Team ACT |
| --------------------- | ---------------------------- | --------------------- |
| #                     | Cyklist                      | Placering             |
| 91                    | Ben O'Connor (AUS)           | 17.                   |
| 92                    | Clément Berthet (FRA)        | 25.                   |
| 93                    | Benoît Cosnefroy (FRA)       | 101.                  |
| 94                    | Stan Dewulf (BEL)            | 81.                   |
| 95                    | Felix Gall (AUT)             | 8.                    |
| 96                    | Oliver Naesen (BEL)          | 76.                   |
| 97                    | Aurélien Paret-Peintre (FRA) | 55.                   |
| 98                    | Nans Peters (FRA)            | 73.                   |

| Alpecin-Deceuninck ADC | Alpecin-Deceuninck ADC     | Alpecin-Deceuninck ADC |
| ---------------------- | -------------------------- | ---------------------- |
| #                      | Cyklist                    | Placering              |
| 101                    | Mathieu van der Poel (NED) | 57.                    |
| 102                    | Silvan Dillier (SUI)       | 129.                   |
| 103                    | Michael Gogl (AUT)         | 133.                   |
| 104                    | Quinten Hermans (BEL)      | 113.                   |
| 105                    | Søren Kragh Andersen (DEN) | 122.                   |
| 106                    | Jasper Philipsen (BEL)     | 97.                    |
| 107                    | Jonas Rickaert (BEL)       | 114.                   |
| 108                    | Ramon Sinkeldam (NED)      | DNF-14                 |

| Intermarché-Circus-Wanty ICW | Intermarché-Circus-Wanty ICW | Intermarché-Circus-Wanty ICW |
| ---------------------------- | ---------------------------- | ---------------------------- |
| #                            | Cyklist                      | Placering                    |
| 111                          | Biniam Girmay (ERI)          | 125.                         |
| 112                          | Lilian Calmejane (FRA)       | 77.                          |
| 113                          | Rui Costa (POR)              | 67.                          |
| 114                          | Louis Meintjes (RSA)         | DNF-14                       |
| 115                          | Adrien Petit (FRA)           | 143.                         |
| 116                          | Dion Smith (NZL)             | 111.                         |
| 117                          | Mike Teunissen (NED)         | 103.                         |
| 118                          | Georg Zimmermann (GER)       | 47.                          |

| Cofidis COF | Cofidis COF            | Cofidis COF |
| ----------- | ---------------------- | ----------- |
| #           | Cyklist                | Placering   |
| 121         | Guillaume Martin (FRA) | 10.         |
| 122         | Bryan Coquard (FRA)    | 98.         |
| 123         | Simon Geschke (GER)    | DNF-18      |
| 124         | Ion Izagirre (ESP)     | 45.         |
| 125         | Victor Lafay (FRA)     | DNF-20      |
| 126         | Anthony Perez (FRA)    | DNS-18      |
| 127         | Alexis Renard (FRA)    | DNS-17      |
| 128         | Axel Zingle (FRA)      | 142.        |

| Movistar Team MOV | Movistar Team MOV                  | Movistar Team MOV |
| ----------------- | ---------------------------------- | ----------------- |
| #                 | Cyklist                            | Placering         |
| 131               | Enric Mas (ESP)                    | DNF-1             |
| 132               | Ruben Guerreiro (POR)              | DNF-14            |
| 133               | Alex Aranburu (ESP)                | 52.               |
| 134               | Gorka Izagirre (ESP)               | 37.               |
| 135               | Matteo Jorgenson (USA)             | DNS-16            |
| 136               | Gregor Mühlberger (AUT) (landsväg) | 44.               |
| 137               | Nelson Oliveira (POR)              | 53.               |
| 138               | Antonio Pedrero (ESP)              | DNF-14            |

| Team DSM-Firmenich DSM | Team DSM-Firmenich DSM    | Team DSM-Firmenich DSM |
| ---------------------- | ------------------------- | ---------------------- |
| #                      | Cyklist                   | Placering              |
| 141                    | Romain Bardet (FRA)       | DNF-14                 |
| 142                    | John Degenkolb (GER)      | 145.                   |
| 143                    | Matthew Dinham (AUS)      | 58.                    |
| 144                    | Alexander Edmondson (AUS) | 146.                   |
| 145                    | Nils Eekhoff (NED)        | 138.                   |
| 146                    | Chris Hamilton (AUS)      | 46.                    |
| 147                    | Kevin Vermaerke (USA)     | 61.                    |
| 148                    | Sam Welsford (AUS)        | 144.                   |

| Israel-Premier Tech IPT | Israel-Premier Tech IPT | Israel-Premier Tech IPT |
| ----------------------- | ----------------------- | ----------------------- |
| #                       | Cyklist                 | Placering               |
| 151                     | Michael Woods (CAN)     | 48.                     |
| 152                     | Guillaume Boivin (CAN)  | 126.                    |
| 153                     | Simon Clarke (AUS)      | 109.                    |
| 154                     | Hugo Houle (CAN)        | 38.                     |
| 155                     | Krists Neilands (LAT)   | 50.                     |
| 156                     | Nick Schultz (AUS)      | 39.                     |
| 157                     | Corbin Strong (NZL)     | 90.                     |
| 158                     | Dylan Teuns (BEL)       | 35.                     |

| Team Jayco AlUla JAY | Team Jayco AlUla JAY          | Team Jayco AlUla JAY |
| -------------------- | ----------------------------- | -------------------- |
| #                    | Cyklist                       | Placering            |
| 161                  | Simon Yates (GBR)             | 4.                   |
| 162                  | Lawson Craddock (USA)         | 84.                  |
| 163                  | Luke Durbridge (AUS)          | 130.                 |
| 164                  | Dylan Groenewegen (NED)       | 137.                 |
| 165                  | Chris Harper (AUS)            | 16.                  |
| 166                  | Christopher Juul-Jensen (DEN) | 117.                 |
| 167                  | Luka Mezgec (SLO)             | 112.                 |
| 168                  | Elmar Reinders (NED)          | 141.                 |

| Arkéa-Samsic ARK | Arkéa-Samsic ARK          | Arkéa-Samsic ARK |
| ---------------- | ------------------------- | ---------------- |
| #                | Cyklist                   | Placering        |
| 171              | Warren Barguil (FRA)      | 22.              |
| 172              | Jenthe Biermans (BEL)     | 128.             |
| 173              | Clément Champoussin (FRA) | 51.              |
| 174              | Anthony Delaplace (FRA)   | 68.              |
| 175              | Simon Guglielmi (FRA)     | 69.              |
| 176              | Matis Louvel (FRA)        | 65.              |
| 177              | Luca Mozzato (ITA)        | 132.             |
| 178              | Laurent Pichon (FRA)      | 124.             |

| Lotto Dstny LTD | Lotto Dstny LTD          | Lotto Dstny LTD |
| --------------- | ------------------------ | --------------- |
| #               | Cyklist                  | Placering       |
| 181             | Caleb Ewan (AUS)         | DNF-13          |
| 182             | Victor Campenaerts (BEL) | 64.             |
| 183             | Jasper De Buyst (BEL)    | 136.            |
| 184             | Pascal Eenkhoorn (NED)   | 91.             |
| 185             | Frederik Frison (BEL)    | 147.            |
| 186             | Jacopo Guarnieri (ITA)   | DNS-5           |
| 187             | Maxim Van Gils (BEL)     | 59.             |
| 188             | Florian Vermeersch (BEL) | 120.            |

| Astana Qazaqstan Team AST | Astana Qazaqstan Team AST                      | Astana Qazaqstan Team AST |
| ------------------------- | ---------------------------------------------- | ------------------------- |
| #                         | Cyklist                                        | Placering                 |
| 191                       | Mark Cavendish (GBR)                           | DNF-8                     |
| 192                       | Cees Bol (NED)                                 | 149.                      |
| 193                       | David de la Cruz (ESP)                         | DNF-12                    |
| 194                       | Yevgeniy Fedorov (KAZ)                         | 148.                      |
| 195                       | Alexej Lutsenko (KAZ) (landsväg och tempolopp) | 40.                       |
| 196                       | Gianni Moscon (ITA)                            | 135.                      |
| 197                       | Luis León Sánchez (ESP)                        | DNS-5                     |
| 198                       | Harold Tejada (COL)                            | 34.                       |

| Uno-X Pro Cycling Team UXT | Uno-X Pro Cycling Team UXT          | Uno-X Pro Cycling Team UXT |
| -------------------------- | ----------------------------------- | -------------------------- |
| #                          | Cyklist                             | Placering                  |
| 201                        | Alexander Kristoff (NOR)            | 134.                       |
| 202                        | Jonas Abrahamsen (NOR)              | 85.                        |
| 203                        | Anthon Charmig (DEN)                | 99.                        |
| 204                        | Tobias Halland Johannessen (NOR)    | 30.                        |
| 205                        | Rasmus Fossum Tiller (NOR)          | 108.                       |
| 206                        | Torstein Træen (NOR)                | 95.                        |
| 207                        | Søren Wærenskjold (NOR) (tempolopp) | 140.                       |
| 208                        | Jonas Gregaard (DEN)                | 43.                        |

| TotalEnergies TEN | TotalEnergies TEN          | TotalEnergies TEN |
| ----------------- | -------------------------- | ----------------- |
| #                 | Cyklist                    | Placering         |
| 211               | Peter Sagan (SVK)          | 127.              |
| 212               | Edvald Boasson Hagen (NOR) | 100.              |
| 213               | Mathieu Burgaudeau (FRA)   | 31.               |
| 214               | Steff Cras (BEL)           | DNF-8             |
| 215               | Valentin Ferron (FRA)      | 89.               |
| 216               | Pierre-Roger Latour (FRA)  | 75.               |
| 217               | Daniel Oss (ITA)           | 88.               |
| 218               | Anthony Turgis (FRA)       | 94.               |

Förklaringar
DNF = Fullföljde inte, OTL = Utanför tidsgränsen, DNS = Startade inte, DSQ = Diskvalificerad